# Bersenbrück

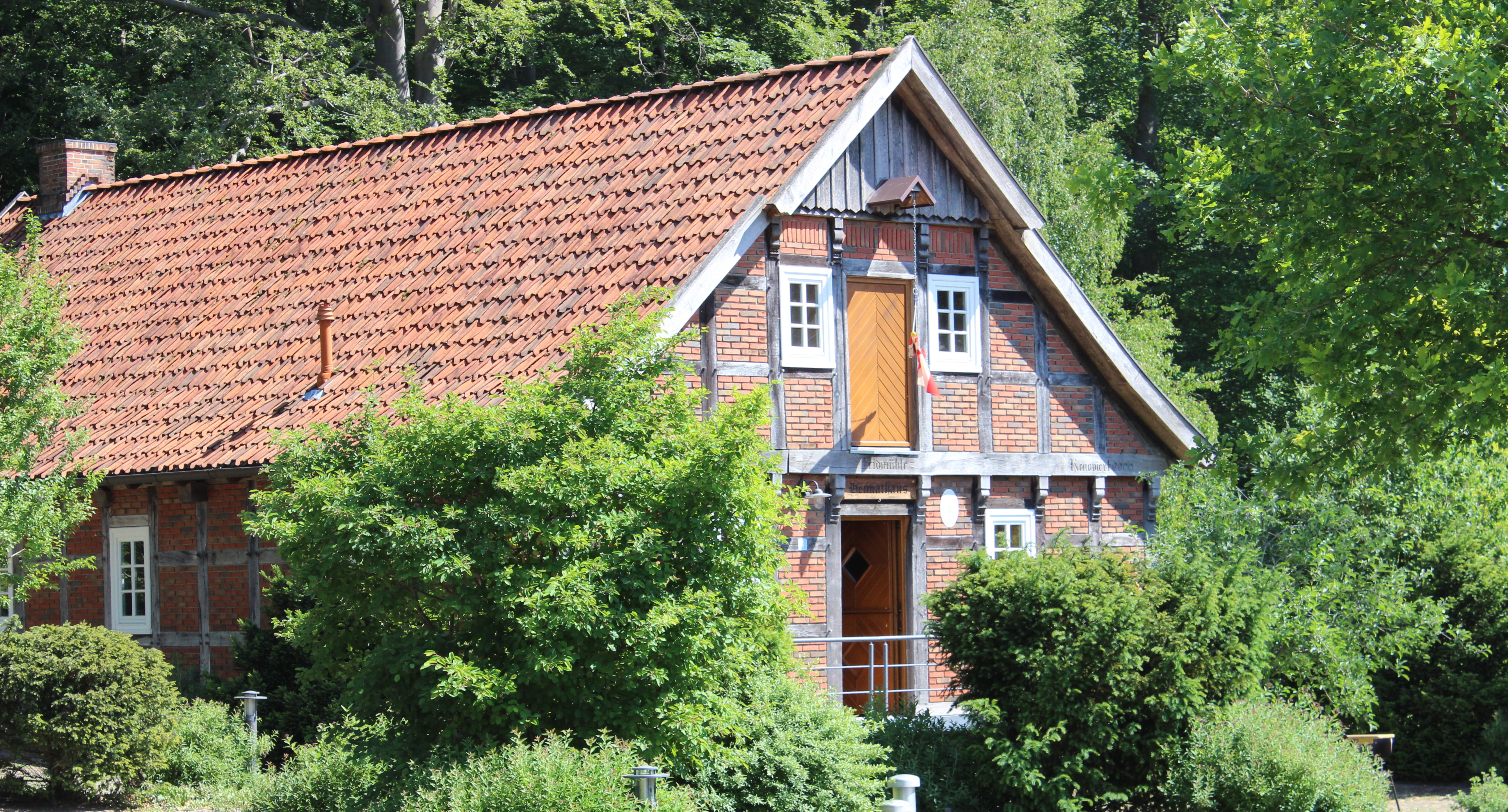
Heimathaus Feldmühle in Bersenbrück

Bersenbrück (niederdeutsch Bessenbrügge) ist eine Kleinstadt an der Hase im niedersächsischen Landkreis Osnabrück. Die Stadt ist Mitgliedsgemeinde und Sitz der Samtgemeinde Bersenbrück.

## Geografie

### Geographische Lage
Bersenbrück liegt zwischen der Ankumer Höhe und den Dammer Bergen an der Hase.

### Stadtgliederung
1. Ahausen-Sitter
2. Bokel
3. Hastrup
4. Hertmann-Lohbeck
5. Priggenhagen
6. Talge
7. Woltrup-Wehbergen

### Nachbargemeinden
| Nortrup 9 km | Badbergen 10 km                             |              |
| Ankum 6 km   | Kompassrose, die auf Nachbargemeinden zeigt | Gehrde 5 km  |
|              | Alfhausen 7 km                              | Rieste 11 km |

## Klima
In Bersenbrück herrscht ein durch feuchte Nordwestwinde von der Nordsee beeinflusstes gemäßigtes Seeklima mit milden Wintern, warmen Sommern und ganzjährig gleichmäßig verteilten, mäßigen Niederschlägen. Die Sommer sind häufig trocken und sonnig, während im Winter gelegentlich Schnee fällt.
Im Jahre 2023 betrug die durchschnittliche Temperatur 11,2 °C. Sie ist tendenziell steigend. Sie betrug in den letzten zehn Jahren durchschnittlich 10,6 °C und in den letzten 100 Jahren waren es durchschnittlich 9,2 °C.
Zwischen Mai und August kann mit durchschnittlich 20–25 Sommertagen (klimatologische Bezeichnung für Tage, an denen die Maximaltemperatur 25 °C übersteigt) gerechnet werden.
Es gibt je nach Messmethode und Definition durchschnittlich etwa 1627–2275 Sonnenstunden pro Jahr.
Es fällt jährlich ca. 700 mm Niederschlag.

## Geschichte
Die Bersenbrücker Höhen bilden zusammen mit den Dammer Bergen den Südrand eines Gletscherzungenbeckens, die wiederum Teile der größten Stauchmoräne der Saale-Kaltzeit bilden. Sie entstanden während eines ersten Eisvorstoßes (Rehburger Phase) vor etwa 230.000 Jahren. Wenig später wurden die Berge vom selben Gletscher überfahren. Während im Osnabrücker Land menschliche Spuren gesichert werden konnten, weist erst eine Grube bei Druchhorn, die ins frühe 7. Jahrtausend v. Chr. datiert, auf menschliche Besiedlung im dortigen Mesolithikum hin. Lesefunde aus der Zeit der Ertebølle-Kultur, der letzten Jäger- und-Sammler- und damit aneignenden Kultur, stammen etwa aus der Zeit zwischen 5500 und 4200 v. Chr.
Als erste Vertreterin der frühbäuerlichen und damit der produzierenden Kulturen tritt im Gebiet nördlich des Wiehengebirges die Westgruppe der Trichterbecherkultur erst im 4. Jahrtausend v. Chr. auf. Dabei trat die einzige im Landkreis Osnabrück nachgewiesene Siedlungsstelle dieser archäologischen Kultur bei Ausgrabungen in Engter zu Tage. Es handelt sich um einen Hausgrundriss in Pfostenbauweise mit gerundeten Schmalseiten. Aus der vorrömischen Eisenzeit stammt ein Brandgräberfeld, das an der Straße Rüssel-Bersenbrück entdeckt wurde.
Die erste urkundliche Erwähnung des Ortes (Bersinbrugge) ist auf das Jahr 1221 datiert, die Siedlung ist jedoch vermutlich weitaus älter, da umliegende Ortschaften bereits um das Jahr 1000 erwähnt wurden. Otto von Ravensberg gründete 1231 ein Zisterzienserinnen-Kloster aufgrund „einer in den Fehden mit Tecklenburg an dieser Stelle begangenen Freveltat“ (Denkmalsinschrift). Vermutlich waren jedoch machtpolitische Gründe für die Klostergründung ausschlaggebend. Das Zisterzienserinnenkloster existierte von 1231 bis 1787. Die Aufgabe des Klosters konnte zugleich die heutige Stadt Bersenbrück entstehen lassen. Wegen der vom Orden geforderten Abgeschiedenheit der Klöster siedelten die Bauern in einer Entfernung von mehreren hundert Metern vom Kloster an. Nun entstanden die ersten Häuser vor der Klosterpforte, und die leerstehenden Klostergebäude dienten zunehmend der Verwaltung und Gerichtsbarkeit.
Viele der noch heute im Ort lebenden Familien werden in amtlichen Dokumenten bereits im 15. Jahrhundert erwähnt.
Bersenbrück gehörte territorial bis 1802 zum Hochstift Osnabrück. Nach der französischen Besetzung bis 1814 unter Napoleon Bonaparte kam Bersenbrück infolge des Wiener Kongresses an das Königreich Hannover. Mit der Niederlage des Königreichs Hannover von 1866 wurde Bersenbrück Teil von Preußen.
Von 1885 bis 1972 war Bersenbrück Verwaltungssitz des gleichnamigen Landkreises, der im Rahmen der Gebiets- und Verwaltungsreform am 1. Juli 1972 aufgelöst und mit den Landkreisen Wittlage, Melle und Osnabrück zum Landkreis Osnabrück zusammengefasst wurde.
Bersenbrück ist seit 1956 Stadt. Die Samtgemeinde Bersenbrück wurde 1972 gegründet und besteht aus den Mitgliedsgemeinden Alfhausen, Ankum, Bersenbrück, Eggermühlen, Gehrde, Kettenkamp und Rieste.

### Ortsname
Frühere Ortsnamen von Bersenbrück waren in den Jahren 1221 Bersinbrugge, 1231 Bersembrugge, 1301 Bersenbrucge und 1723 Berßenbrück. Der Ortsname ist eine Bildung mit dem Grundwort „-brück“. Das Bestimmungswort enthält einen Gewässernamen „Bersina/Birsina“, der seinerseits eine Ableitung mit „-n-“Suffix ist. Ableitungsbasis ist „bheres-“ für „schnell“. Später setzte sich der Name „Hase“ – wie in Osnabrück, eigentlich „Brücke über die Osna“ – durch.

### Eingemeindungen
Im Zuge der Gebietsreform in Niedersachsen wurden die zuvor selbständigen Gemeinden Ahausen-Sitter und Talge am 1. Juli 1972 in die Stadt Bersenbrück eingemeindet.

### Einwohnerentwicklung
| Jahr | Einwohner | Quelle |
| ---- | --------- | ------ |
| 1885 | 0354      | [ 6 ]  |
| 1910 | 0595      | [ 7 ]  |
| 1925 | 0773      | [ 6 ]  |
| 1933 | 1169      | [ 6 ]  |
| 1939 | 1454      | [ 6 ]  |
| 1950 | 3476      | [ 8 ]  |
| 1956 | 3416      | [ 8 ]  |
| 1961 | 04600 ¹   | [ 5 ]  |
| 1970 | 05143 ²   | [ 5 ]  |
| 1973 | 5202      | [ 9 ]  |

| Datum | Einwohner | Quelle |
| ----- | --------- | ------ |
| 1975  | 5218 ³    | [ 10 ] |
| 1980  | 5111 ³    | [ 10 ] |
| 1985  | 5180 ³    | [ 10 ] |
| 1990  | 5767 ³    | [ 10 ] |
| 1995  | 7391 ³    | [ 10 ] |
| 2000  | 7751 ³    | [ 10 ] |
| 2005  | 7842 ³    | [ 10 ] |
| 2010  | 7946 ³    | [ 10 ] |
| 2015  | 8315 ³    | [ 10 ] |
| 2019  | 8618 ³    | [ 10 ] |

Bevölkerungsentwicklung seit 1987

¹ Volkszählungsergebnis vom 6. Juni (einschließlich der Orte, die am 1. Juli 1972 eingegliedert wurden)

² Volkszählungsergebnis vom 27. Mai (einschließlich der Orte, die am 1. Juli 1972 eingegliedert wurden)

³ jeweils zum 31. Dezember

## Religion
Bersenbrücks Bevölkerung ist überwiegend römisch-katholisch. Durch die Ansiedlung von Spätaussiedlern aus der ehemaligen Sowjetunion hat sich der Anteil der protestantischen Gläubigen vergrößert. Nach wie vor stellen die Katholiken die größte christliche Gemeinschaft Bersenbrücks.
Es existieren eine römisch-katholische, eine evangelische und eine baptistische Kirchengemeinde.

## Politik

### Rat
Der Rat hat gegenwärtig 23 Mitglieder aus drei Parteien. Dies ist die festgelegte Anzahl für eine Mitgliedsgemeinde einer Samtgemeinde mit einer Einwohnerzahl zwischen 8.001 und 9.000 Einwohnern. Die Ratsmitglieder werden durch eine Kommunalwahl für jeweils fünf Jahre gewählt. Die aktuelle Amtszeit begann am 1. November 2021 und endet am 31. Oktober 2026.
Die CDU hält mit 12 Sitzen die absolute Mehrheit der Mandate und stellt den Bürgermeister.
Die folgende Tabelle zeigt die Kommunalwahlergebnisse seit 1996.
| 002021–2026 | 52,6 | 12 | 31,2 | 7 | 16,2 | 4 | —    | — | 100 | 23 | 52,5 |
| 002016–2021 | 56,3 | 13 | 20,6 | 5 | 10,9 | 2 | 12,2 | 3 | 100 | 23 | 50,8 |
| 2011–2016 | 56,7 | 12 | 23,2 | 5 | 20,1 | 4 | —    | — | 100 | 21 | 50,3 |
| 2006–2011 | 64,2 | 14 | 29,1 | 6 | 6,7  | 1 | —    | — | 100 | 21 | 48,8 |
| 2001–2006 | 69,7 | 15 | 26,0 | 6 | 4,2  | 0 | —    | — | 100 | 21 | 64,2 |
| 1996–2001 | 66,1 | 14 | 27,6 | 6 | 6,3  | 1 | —    | — | 100 | 21 | 69,9 |
| Prozentanteile gerundet. Quellen: Landesbetrieb für Statistik und Kommunikationstechnologie Niedersachsen, Landkreis Osnabrück. Bei unterschiedlichen Angaben in den genannten Quellen wurden die Daten des Landesbetrieb für Statistik und Kommunikationstechnologie verwendet, da diese eine insgesamt höhere Plausibilität aufweisen. |      |    |      |   |      |   |      |   |     |    |      |

### Bürgermeister
Seit 2013 ist Christian Klütsch (CDU) Bürgermeister der Stadt. Seine Stellvertreter sind Heike Menslage (CDU) und Johannes Koop (CDU).
Chronik der Bürgermeister
- 2013–Dato: Christian Klütsch (CDU)
- 2005–2013: Harald Kräuter (CDU)[18]
- 2001–2004: Renate Hülsmann (CDU)[19]
- 1981–2001: Walter Sandbrink (CDU)[20]

### Wappen
| Wappen von Bersenbrück | Blasonierung: „Im geteilten roten Schild oben die stilisierte silberne Pforte des Stadtklosters, unten eine silberne Steinbrücke.“ |
| Wappen von Bersenbrück | Wappenbegründung: Die obere silberne Klosterpforte des St.-Marien-Klosters deutet auf das Wahrzeichen der Stadt Bersenbrück hin. Sie ist im Jahre 1700 von der Äbtissin von Nyvenheim errichtet worden. Das untere silberne Brückensymbol ist in Verbindung mit dem Ortsnamen beigefügt worden (redendes Wappen). |

### Städtepartnerschaften
- Bersenbrück pflegt seit 2000 eine Städtepartnerschaft mit der französischen Stadt Tinténiac im Département Ille-et-Vilaine (Region Bretagne). Sie ging aus einem 1998 erstmals stattfindenden Schüleraustausch zwischen dem Bersenbrücker Gymnasium und dem Collége Théophile Briant in Tinténiac hervor.
- Eine weitere Partnerschaft wurde ebenfalls im Jahr 2000 mit der polnischen Stadt Gryfino (Greifenhagen) an der Oder vereinbart. Hier besteht bereits seit 1958 eine Vertriebenenpatenschaft.[22]

## Kultur und Sehenswürdigkeiten

### Museen

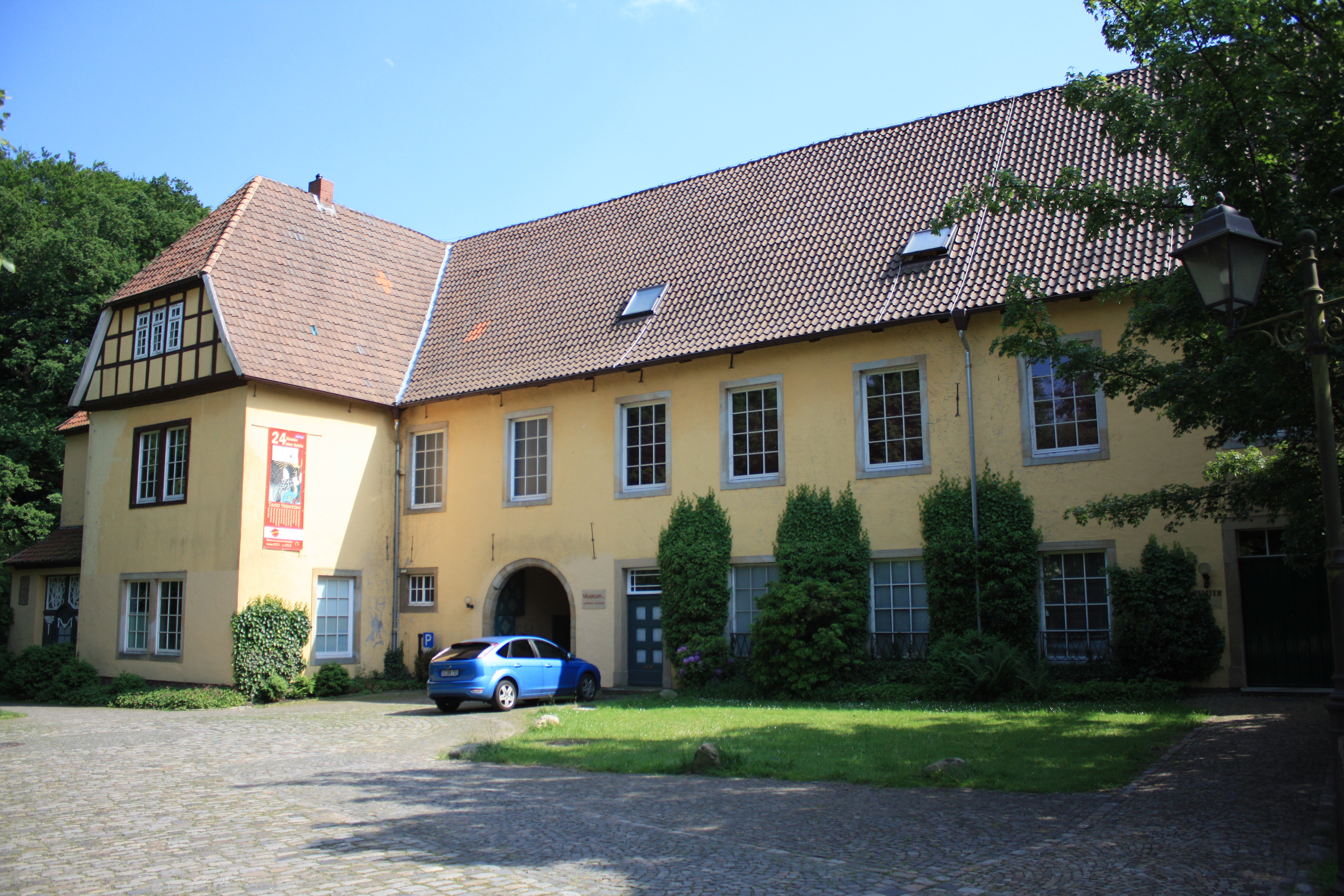
Der Remter des Klosters beherbergt das Museum des Landkreises Osnabrück

Im historischen Remter im Stiftshof befindet sich das „Museum im Kloster“ des Landkreises Osnabrück, das 1924 von Landrat Hermann Rothert als Kreismuseum gegründet wurde.
Die Ausstellung besteht hauptsächlich aus historischen Stücken und zeigt das Leben der einfachen Landbevölkerung. Auch werden regelmäßig zeitgenössische Kunstwerke ausgestellt.
An der Hasemühle liegt das Kulturzentrum „Krabat“, das 2000 eröffnet und von einem gemeinnützigen Verein gegründet wurde, der sich als Nachfolger des art-land-Kunstvereins konstituierte, nachdem 1997 die Mühle erstmals eine Kunstausstellung beherbergte. Angegliedert ist dem Verein eine Kunst- und Kreativschule, die über ein eigenes Atelier mit Außengelände verfügt.

### Bauwerke

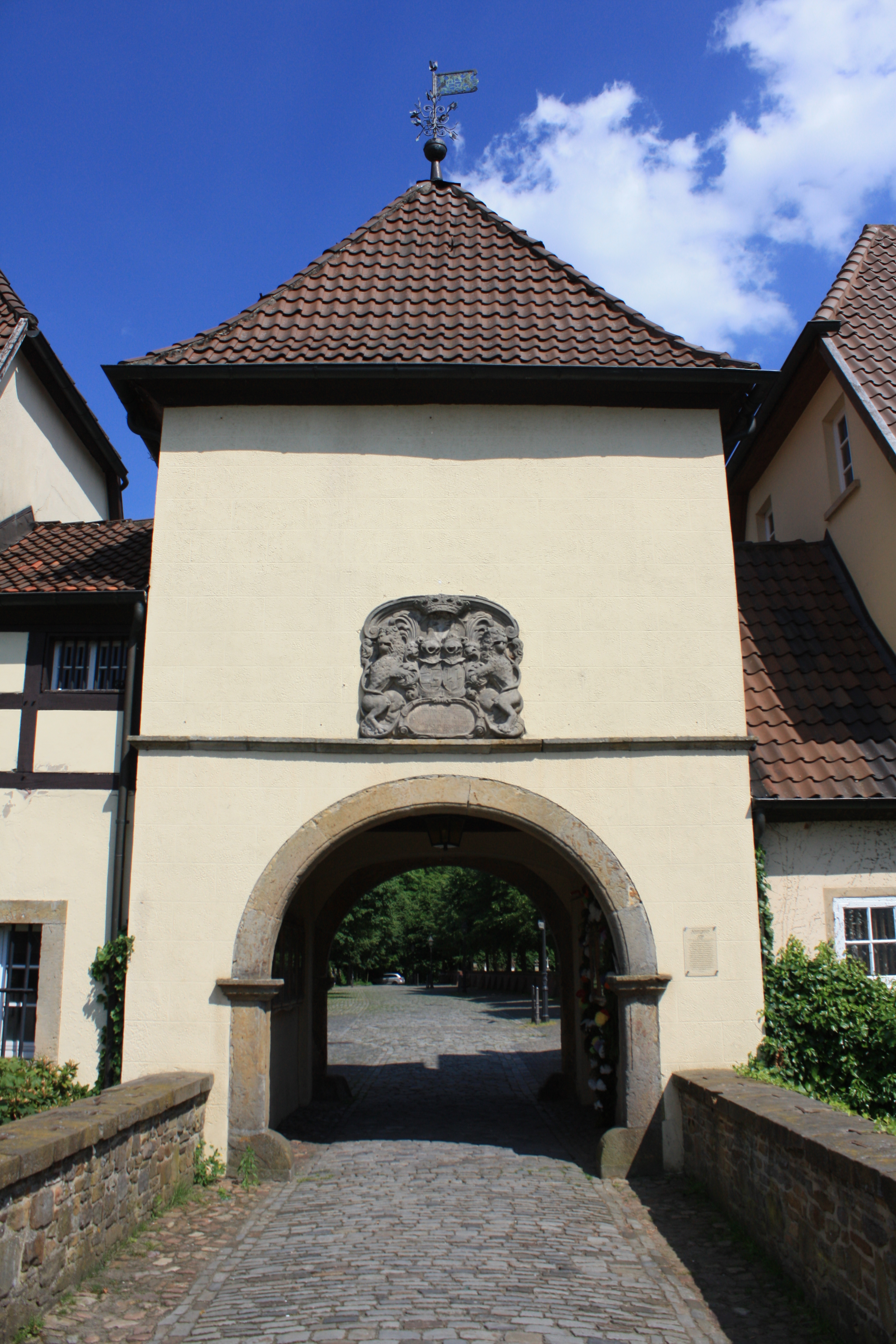
Das Torhaus des Klosters ist das Wahrzeichen von Bersenbrück

Das Wahrzeichen von Bersenbrück ist die im Jahre 1700 von der Äbtissin Nyvenheim errichtete Klosterpforte mit Torhaus („Porthaus“) des ehemaligen Zisterzienserinnenklosters, das direkt am Marktplatz liegt. Nach Auflösung des Klosters im Jahre 1787 verblieb im Nordflügel des Porthauses ein Wohnbereich für den Pförtner und Nachtwächter. Mit der Gründung des Amtes Bersenbrück 1817 wurde im ersten Stock das Gefängnis untergebracht. Der Südflügel, in dem später ebenfalls Wohnungen entstanden, diente lange Zeit als Kirchenspeicher und Schänke. Das prächtige barocke Wappen derer von „Nyvenheim-Boetzelaer“ über dem Torbogen der Pforte ist das einzige erhaltene Wappen aus der Klosterzeit. Die Inschrift lautet: „Gott zur Ehre, dem Orden zur Zierde, der Nachwelt zuliebe ließ diese Pforte erbauen Maria Catharina von Nyvenheim, Äbtissin in Bersenbrück, Anno 1700, 14. Oktober.“

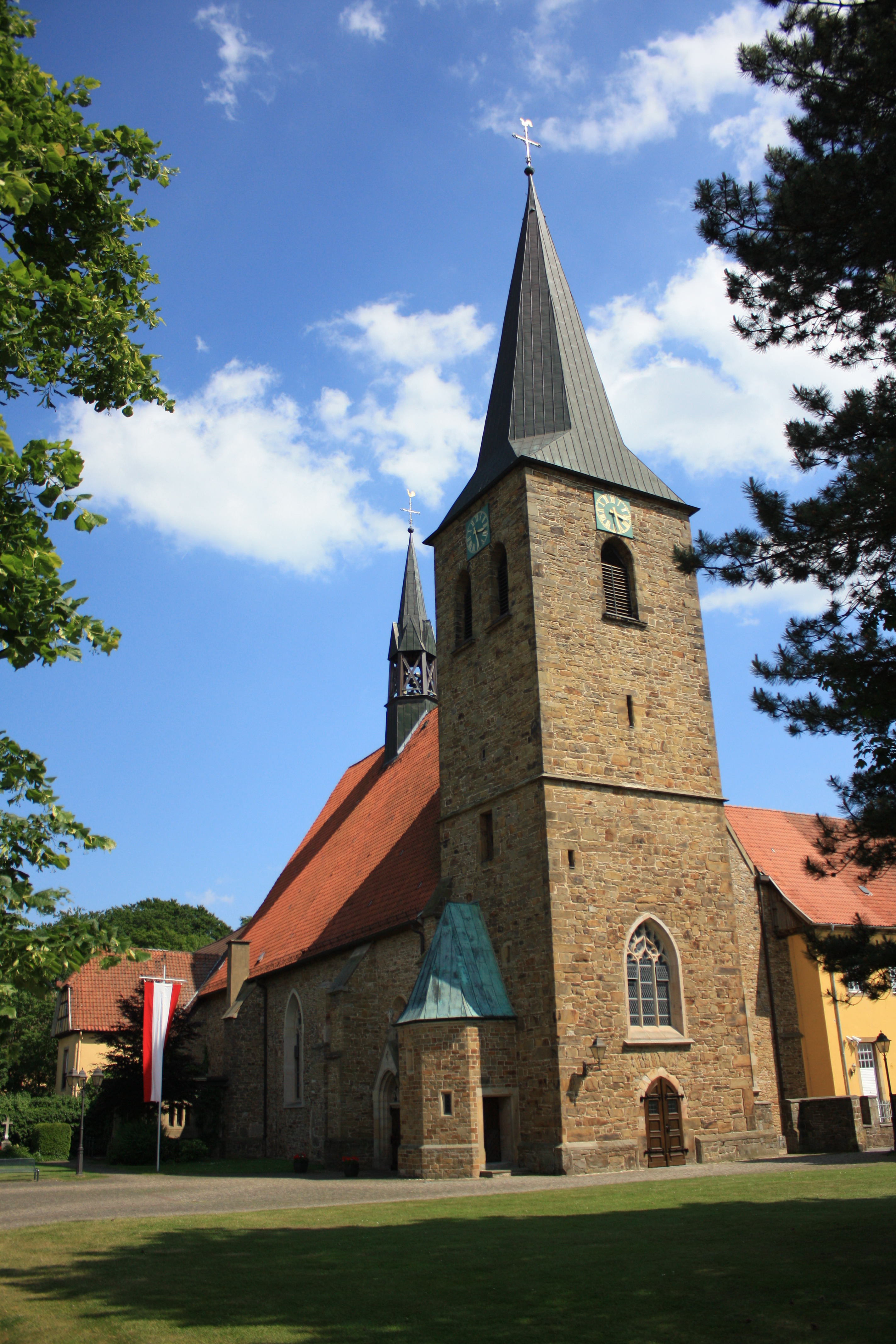
Römisch-katholische Pfarrkirche St. Vincentius

Die auf dem ehemaligen Klostergelände liegende römisch-katholische Pfarrkirche St. Vincentius stammt aus dem 12. Jahrhundert und wurde in der Übergangszeit zwischen Romanik und Gotik errichtet. Das 1231 von Otto II. von Ravensberg gestiftete ehemalige Kloster befindet sich in direkter Nachbarschaft, in den Räumen sind heute das Amtsgericht und das im Jahr 2018 neu gestaltete „Museum im Kloster“ untergebracht. Dieses Museum wurde 1924 von dem damaligen Landrat des Kreises Bersenbrück, Hermann Rothert, gegründet. Der Franz-Hecker-Saal im Rathaus zählt ebenso wie das Erntezimmer zu den kulturellen Sehenswürdigkeiten. Es gibt eine „Nachtwächterführung“ zu den Sehenswürdigkeiten.

### Kunst im öffentlichen Raum
Im Süden der Haseinsel beginnt die ca. 100 km lange, in Meppen endende Hasetaler Kunstroute. Das erste Kunstwerk an dieser Route bildet die 2005 aufgestellte Skulptur aus Sandstein Thron des Königs der Karpfen und seiner Königin von Mandir E. Tix. Der Künstler gehört zu einer Gruppe von Bildhauern, die für das Kulturzentrum „Krabat“ in der Nähe der Hasemühle arbeiten. Vier aus dieser Gruppe fertigten 2006 die Holzskulptur mit dem programmatischen Namen „Verfall“ an. Betrachter können im Laufe der Jahre beobachten, wie die nicht mit Holzschutzmitteln bearbeitete Skulptur zusehends verfällt.

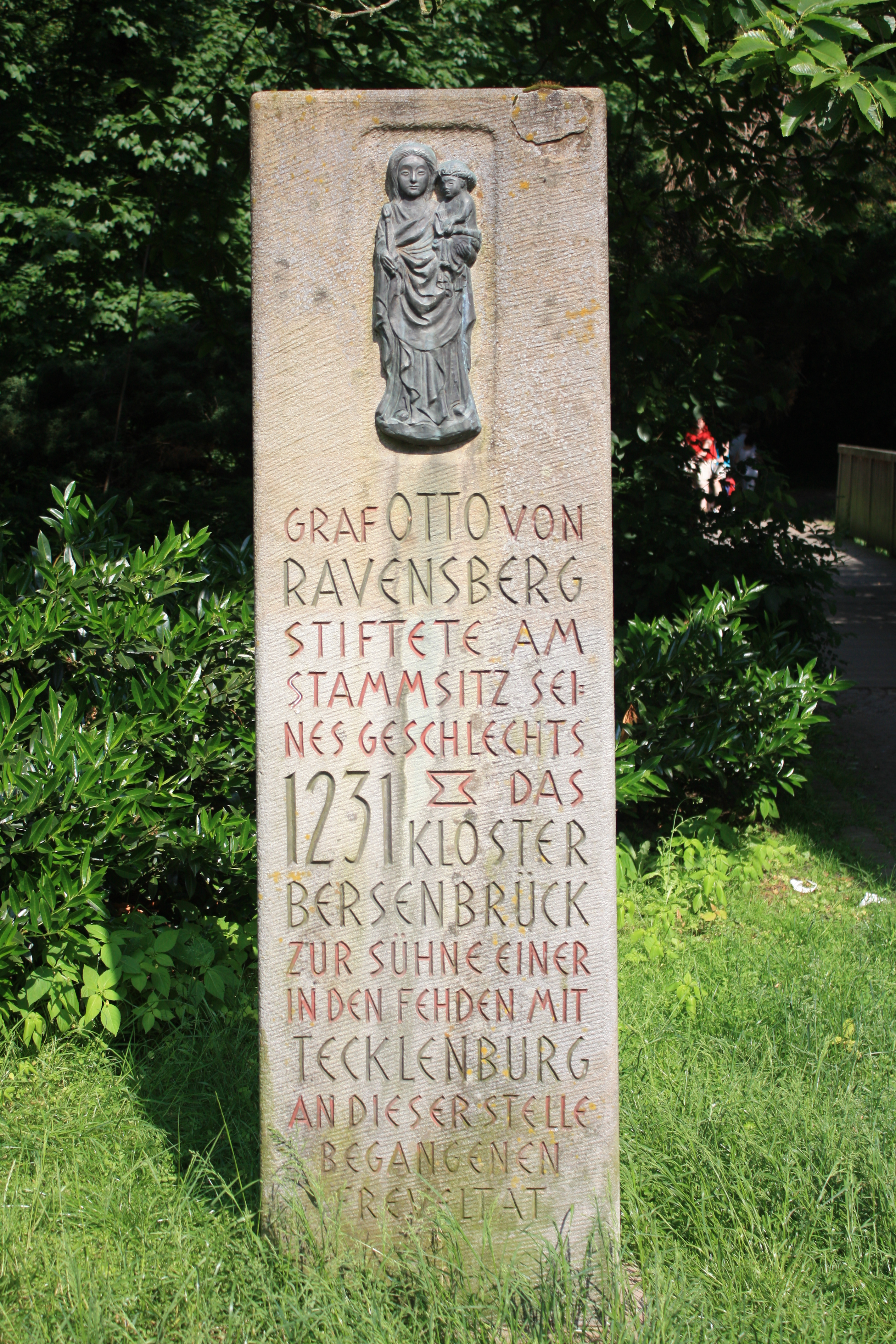
Gedenkstein über die Stiftung des Klosters 1231 durch Otto von Ravensberg
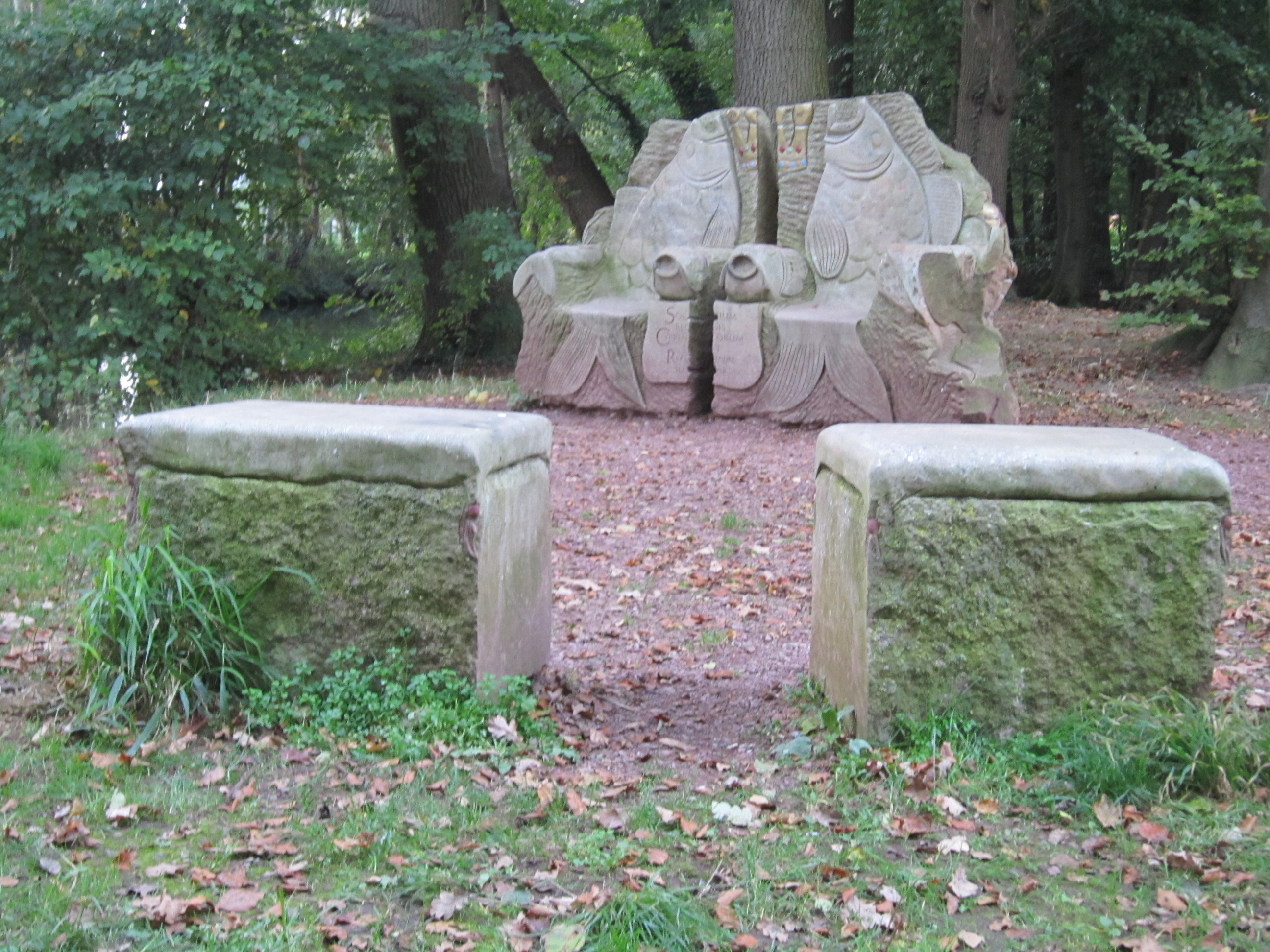
Sandsteinskulptur „Thron des Königs der Karpfen und seiner Königin“
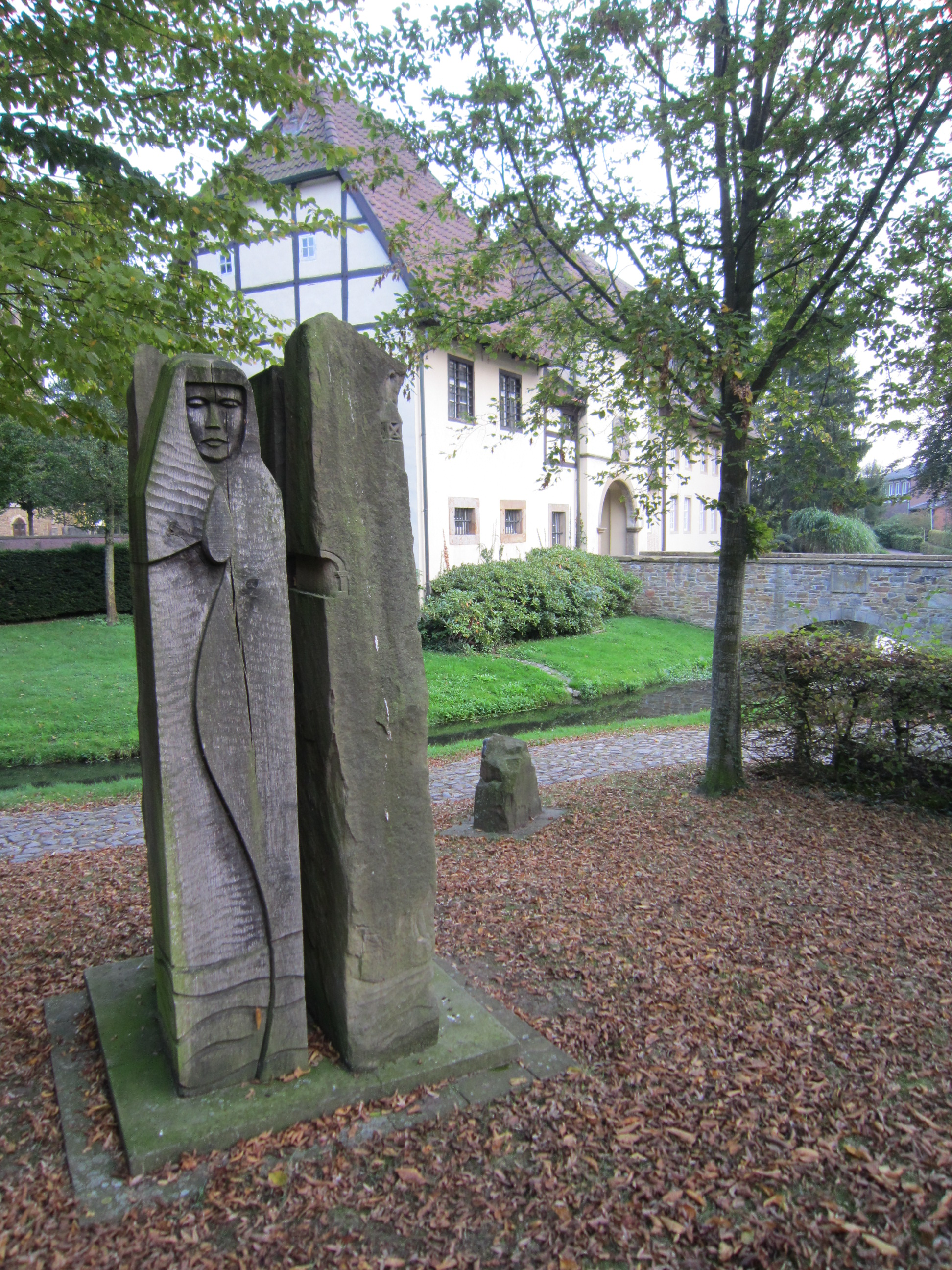
Holzskulptur „Verfall“

### Stadtwald
Gleich hinter der Klosteranlage wird die Hase an einem Flutwehr künstlich geteilt. Der Stadtwald Hemke, der von der Hase und dem Hasekanal (Mühlenhase) umschlossen wird, verfügt über einen Fischereilehrpfad. Im Norden Bersenbrücks liegt ein Waldgebiet, dessen nördlicher Teil ehemals der klösterliche Fischteich war, noch an Gräben und Wall erkennbar. Ein südlich davon liegendes Brachland ließ Äbtissin Hedwig Catharina von Hane während ihrer Amtszeit 1755–1781 aufforsten. Es nannte sich bald Hedwigs Freude oder auch Hedwigslust. Heute heißt das ganze Gebiet Stadtwald Freude.

### Regelmäßige Veranstaltungen
- Seit 1994 findet im Bersenbrücker Klostergarten jährlich im Juli/August eines der größten Reggaefestivals Deutschlands statt. Das Reggae Jam ist mittlerweile eine feste Größe im Bersenbrücker Jahresablauf.
- Jeden Sommer findet im Ortsteil Talge ein zweitägiges Festival mit internationalem Kleinfeld-Fußballturnier statt. Das Talge Open Air wird jährlich am zweiten Wochenende im Juli vom FC Talge ausgerichtet.[23][24]
- Alle zwei Jahre findet im Wechsel mit einer Automobilausstellung im Herbst der „Kartoffelmarkt“ (das Bersenbrücker Stadtfest) statt. Einheimische Erzeuger bieten dort ihre Produkte an, das Angebot vieler Vereine und Gruppen sowie der Schausteller runden den Markt ab.
- Die Frühjahrskirmes findet am zweiten Sonntag im Mai statt.

## Wirtschaft und Infrastruktur

### Unternehmen
In Bersenbrück gibt es eine große Zahl kleiner und mittelständischer Unternehmen, einige hiervon sind auch überregional bekannt.
- Kalle GmbH (ehemals Kalle Nalo GmbH): Hersteller von Wursthüllen (Kunstdarm) und Schwammtüchern, Hauptsitz in Wiesbaden
- Lear Corporation (ehemals Grote-Hartmann GHW): Hersteller in der Automobilzulieferindustrie
- Wurst Stahlbau GmbH: Das Unternehmen stellt Stahlkonstruktionen für Stahlhallen, Parkhäuser, Autohäuser und ähnliches her. Im Jahr 2007 wurde die Stahlkonstruktion für die neue Polarforschungsstation Neumayer III gefertigt, hierdurch wurde das Unternehmen bundesweit bekannt. 2011 wurde das Unternehmen mit dem ntv-Mittelstandspreis „Hidden Champion 2011“ für seine Leistungen als wirtschaftlich erfolgreiches sowie sozial und gesellschaftlich engagiertes Unternehmen ausgezeichnet.
- Culimeta Textilglas-Technologie GmbH & Co. KG: In der heutigen Form 1958 von Alfons Cuylits gegründet. 1967 fiel die Entscheidung für Bersenbrück, wo in neuen Gebäuden die Produktion an der Max-Planck-Str. 15 aufgenommen wurde. 2019 wurde der Neubau mit Verwaltung und Produktions an der Werner-von-Siemens-Str. 9 bezogen.
- Kunststofftechnik Borgmann, ein mittelständisches und in zweiter Generation inhabergeführtes Familienunternehmen, konzipiert und produziert aus thermoplastischen Kunststoffen Komponenten für verschiedene Industriezweige wie die Automobilindustrie.

### Öffentliche Einrichtungen
Bersenbrück ist Sitz des Amtsgerichts Bersenbrück. Im Rathaus ist die Samtgemeindeverwaltung untergebracht. Die Stadtverwaltung hat separat am Markt eigene Räume bezogen. Weiterhin befinden sich an öffentlichen Einrichtungen in der Stadt u. a. das Gesundheitsamt, Veterinäramt, die Kreisstraßenmeisterei, die Feuerwehrtechnische Zentrale für den Nordteil des Landkreises Osnabrück und die Agentur für Arbeit als Geschäftsstelle der Bundesagentur für Arbeit.

### Bildung
In Bersenbrück gibt es fünf Kindergärten, davon einen Sprachheilkindergarten und einen Integrationskindergarten.
Es gibt eine Grundschule, eine Oberschule, ein Gymnasium und die Berufsbildende Schule des Landkreises Osnabrück.
Der Verein „Heilpädagogische Hilfe“ ist Träger der Paul-Moor-Schule, einer Tagesbildungsstätte für Kinder und Jugendliche mit sonderpädagogischem Förderbedarf im Bereich Geistige Entwicklung.
Die Kreismusikschule Osnabrück hat eine Regionalstelle in Bersenbrück.
Die Volkshochschule Osnabrücker Land veranstaltet regelmäßig Kurse zu verschiedenen Themenbereichen (hauptsächlich Erwachsenenbildung).
Aus einer Kooperation zwischen dem Landkreis Osnabrück (als Schulträger), der Samtgemeinde Bersenbrück, der Berufsschule und des Gymnasiums ist das Medienforum hervorgegangen, das sich als verbindender Gebäudetrakt zwischen den beiden Schulen befindet. Bücherei, Computerräume und Seminarräume werden nicht nur schulisch genutzt, sondern stehen auch der Öffentlichkeit zur Verfügung.

### Verkehr

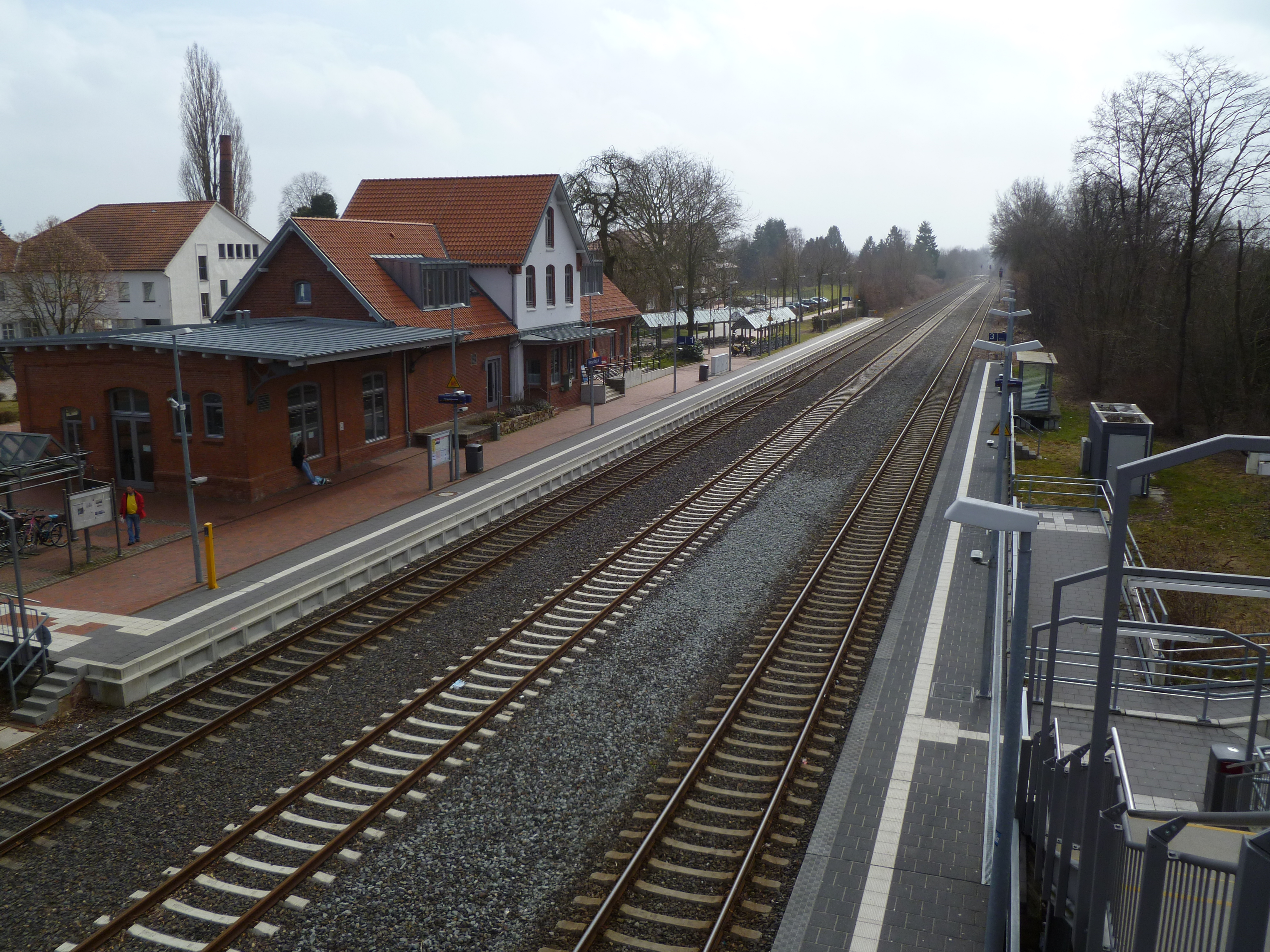
Bahnhof

Bersenbrück liegt an den Bundesstraßen B 214 und B 68. Die nahegelegene Bundesautobahn A 1 ist über die Anschlussstellen Holdorf und Neuenkirchen-Vörden erreichbar. Im Dezember 2004 wurde die neue Umgehungsstraße für die B 68 eröffnet, wodurch das Stadtzentrum spürbar entlastet wurde. Durch Bersenbrück verläuft die Ferienstraße Artland-Route.
Der Bahnhof Bersenbrück an der Bahnstrecke Oldenburg–Osnabrück wird im Stundentakt vom RE 18 (Wilhelmshaven – Osnabrück) bedient und ist dadurch an das Schienennetz der Deutschen Bahn angeschlossen. Betrieben wird der Schienenverkehr durch die NordWestBahn. Von dieser Verbindung zweigt die Bahnstrecke Bersenbrück–Ankum ab. Auf ihr verkehren seit 1962 nur noch Güterzüge, 2018 hat eine touristische Nutzung begonnen.

## Persönlichkeiten

### Söhne und Töchter der Stadt
- Carl Anton Lüpke (1775–1855), Weihbischof in Osnabrück und Titularbischof von Anthedon
- Arnold Buddenberg (1811–1892), Politiker der Nationalliberalen Partei
- Franz Hecker (1870–1944), Maler
- Oskar Hecker (1864–1938), Geophysiker
- Helmuth Mende (1884–1932), Jurist, Richter am Reichsgericht und -finanzhof
- Kurt Delkeskamp (1902–1988), Bibliothekar und Entomologe
- Hans-Gert Pöttering (* 1945), CDU-Politiker und ehemaliger Präsident des Europäischen Parlaments
- Hermann Winner (* 1955), Physiker

### Personen, die mit der Stadt in Verbindung stehen
- Gustav Nietfeld-Beckmann (1896–1961), Politiker (NSDAP), in Bersenbrück verstorben. Nach Kriegsende als Kriegsverbrecher für mehrere Jahre interniert